# Xmal Deutschland
Xmal Deutschland fue un grupo de rock gótico formado en Hamburgo, Alemania. Comenzaron en 1980 como una banda exclusivamente femenina, convirtiéndose en una de las bandas de culto más importantes de los años 1980 tanto en Alemania como en el mundo. La vocalista del grupo fue Anja Huwe. El último álbum de este grupo salió en 1989.

## Biografía
Xmal Deutschland (también escrito como X-Mal Deutschland) lo formaron en 1980 en Hamburgo Anja Huwe (voz), Manuela Rickers (guitarra), Fiona Sangster (teclado), Rita Simon (bajo y guitarra) y Caro May (batería). Su primer sencillo fue un EP que incluía «Schwarze Welt» («Mundo negro») y «Großstadtindianer» («Indios metropolitanos»), que se grabó en 1981 para el sello de Alfred Hilsberg, ZickZack. Después de un tiempo, Rita Simon dejó el grupo y fue reemplazada por Wolfgang Ellerbrock.
En 1982 la banda publicó la clásica canción gótica de Deathrock «Incubus Succubus». La baterista Caro May fue reemplazada por Manuela Zwingmann ese mismo año. 
Poco después, Xmal Deutschland se unió al sello independiente británico 4AD Records, que les publicó su primer álbum Fetisch y los sencillos Qual e Incubus Succubus II en 1983. A pesar de que la banda tenía muchas de sus letras en alemán, Xmal Deutschland alcanzó los primeros puestos en los charts independientes de Inglaterra.
Manuela Zwingmann dejó el grupo después de un año. Peter Bellendir entró en su lugar. En 1984 sale el nuevo sencillo Reigen y con este el álbum Tocsin, seguido de una gira mundial en 1985. 
El EP Sequenz era en esencia un remake de una sesión en la BBC para el programa de John Peel que originalmente grabaron el 30 de abril de 1985, pero su lanzamiento no fue hasta el 13 de mayo de ese año. El EP contiene los temas «Jahr Um Jahr II», «Autumn» y «Polarlicht».
En 1986 hicieron su sencillo Matador, producido por Hugh Cornwell de The Stranglers. Para aquel entonces, el grupo fue telonero de los conciertos de The Stranglers en la Wembley Arena en Londres. Acto seguido salió su disco Viva cuyas letras estaban en su mayoría en inglés, además de incluir en algunas de ellas poemas de Emily Dickinson. 
Después del disco Viva, Manuela Rickers, Fiona Sangster y Peter Bellendir dejaron el grupo. Anja Huwe y Wolfgang Ellerbrock continuaron su trabajo con de la banda, ahora junto con Frank Z (ex Abwärts) en la guitarra, Henry Staroste en los teclados y Curt Cress en la batería. Ya con nuevos integrantes, grabaron lo que sería su última producción en 1989, el álbum Devils. Los sencillos fueron: Dreamhouse y I´ll be near you. Este disco fue una especie de «suicidio musical» para Xmal Deutschland, ya que daban un giro de 180 grados presentándose, en esa etapa, como una agrupación pop, provocando el disgusto de muchos de sus fieles seguidores.
Llegado el año de 1990, el camino del grupo era incierto, por lo que decidieron separarse. 
Hasta la fecha no hay confirmación de ninguna reunión, pero están próximos a editar un libro autobiográfico.

## Discografía

### Sencillos
•	7" EP «Schwarze Welt» / «Die Wolken» / «Großstadtindianer» (Zick Zack ZZ 31, 12/81)

•	12" Incubus Succubus (Zick-Zack ZZ 110, 7/82)

•	12" Qual (4AD Records, 6/83)

•	7" y 12" Incubus Succubus II (4AD Records, 9/83)

•	7" y 12" Sequenz (Red Rhino, 11/85)

•	12"/CD The Peel Sessions (grabación del 30/04/85; Strangefruit, 12/86)

•	7" y 12" Matador (eXile XMAL, 1986)

•	7" y 12" Sickle Moon (eXile XMAL)

•	12" Dreamhouse (Metronome 1989)

•	12" I'll be near you (Metronome 1989)

### Álbumes
•	LP Fetisch (4AD Records, 4/83)

•	LP Tocsin (4AD Records, 6/84)

•	LP Viva (1987)

•	LP Devils (1989)